# 호남직업전문학교
호남직업전문학교는 1992년에 설립된 대한민국의 직업전문학교로, 본교는 광주광역시에 위치해 있다.

## 연혁 및 사업
- 1992년 12월 : 호남직업전산직업훈련원 설립
- 1997년  1월 : 국가기간전략산업직종 훈련 시행기관 지정 - 고용노동부
- 1997년  2월 : 실업자 재취직훈련 시행기관 지정 - 광주지방고용노동청
- 1998년  8월 : 현재의 본교 건물로 매입, 부지확장 이전 (지하 2층, 지상 11층)
- 1998년  9월 ~ 2019년 2월: 학점은행제 학습과목 평가인정 기관 지정 - 교육과학기술부
- 2000년 12월 ~ 2019년 2월 : 서울특별시립 북부기술교육원 위탁운영기관 선정 - 서울특별시청
- 2002년  9월 : 러시아 모스크바국립항공기술대학교 한국유학교육센터 지정 - 광주시교육청
- 2009년  6월 : 건설근로자 취업능력향상프로그램 사업 교육기관 지정 - 건설근로자공제회
- 2010년 10월 : 재외동포기술연수교육기관지정 - 법무부 연계 재외동포 기술연수지원단

- 2011년  1월 : 취업성공패키지 취업지원 민간위탁 수행기관 선정 - 광주지방고용노동청
- 2012년  3월 : 이공계기술연수 교육기관 지정 - 교육과학기술부
- 2014년 11월 : 외국인 인력지원센터 확정 '공동교육훈련기관' (폴리텍대학)
- 2014년  3월 : 지역산업맞춤형 인력양성 사업
- 2015년  6월 : 광주건설근로자 무료취업지원센터 개소
- 2018년 11월 : 우즈베키스탄 EPS교육센터 설립
- 2019년 5월 :  서울특별시립 남부기술교육원 위탁운영기관 선정 - 서울특별시청

## 캠퍼스 목록
- 본교 : 광주광역시 동구 무등로 339 (계림동 558-7)
- 첨단캠퍼스 : 광주광역시 북구 첨단벤처로 102 (대촌동 958-20)
- 북광주캠퍼스 : 광주광역시 북구 중흥로 304 (중흥동)